# Caroline Southwood Hill
Pour les articles homonymes, voir Hill.
Caroline Southwood Hill (née Smith ; 21 mars 1809 – 31 décembre 1902) est une pédagogue et écrivaine anglaise. 

## Biographie
En 1837, elle fonde et dirige une école maternelle pestalozzienne à Wisbech ; le bâtiment subsiste aujourd'hui dans le cadre du Théâtre des Angles. Elle participe à de nombreuses entreprises coopératives et évolue dans un cercle radical d'autres réformateurs. Elle écrit trois livres pour enfants et contribue à diverses publications telles que The Nineteenth Century et Household Words de Charles Dickens.
Elle est la fille de Thomas Southwood Smith (1788-1861), médecin et réformateur sanitaire. En 1832, elle devient gouvernante des six enfants survivants de James Hill et, après la mort de sa seconde épouse Eliza (1802-1832), ils se marient le 21 juillet 1835. Elle est la mère de Gertrude (née en 1837) qui épouse Charles Lee Lewes, beau-fils de George Eliot, Octavia Hill (1838-1912) et Miranda Hill (1836-1910), tous deux militantes et réformatrices sociales ; et Emily (née en 1840) qui épouse le fils du chrétien-socialiste Frederick Denison Maurice ; et Florence (née en 1843).
La maison du lieu de naissance d'Octavia Hill sur South Brink, Wisbech, exploitée par la Octavia Hill Society, contient de nombreux objets appartenant à la famille Hill et il y a une plaque bleue à James et Caroline Hill sur l'ancien bâtiment scolaire qu'ils ont construit en 1837.

## Œuvres
- Caroline Southwood Hill, Wild-Flowers and their uses, London, Chambers, 1870
- Caroline Southwood Hill, Notes on Education, London, Seeley and Co, 1906
- Caroline Southwood Hill, Roundling and Other Fairy Tales, London, Seeley and Co, 1907